# Odroerir

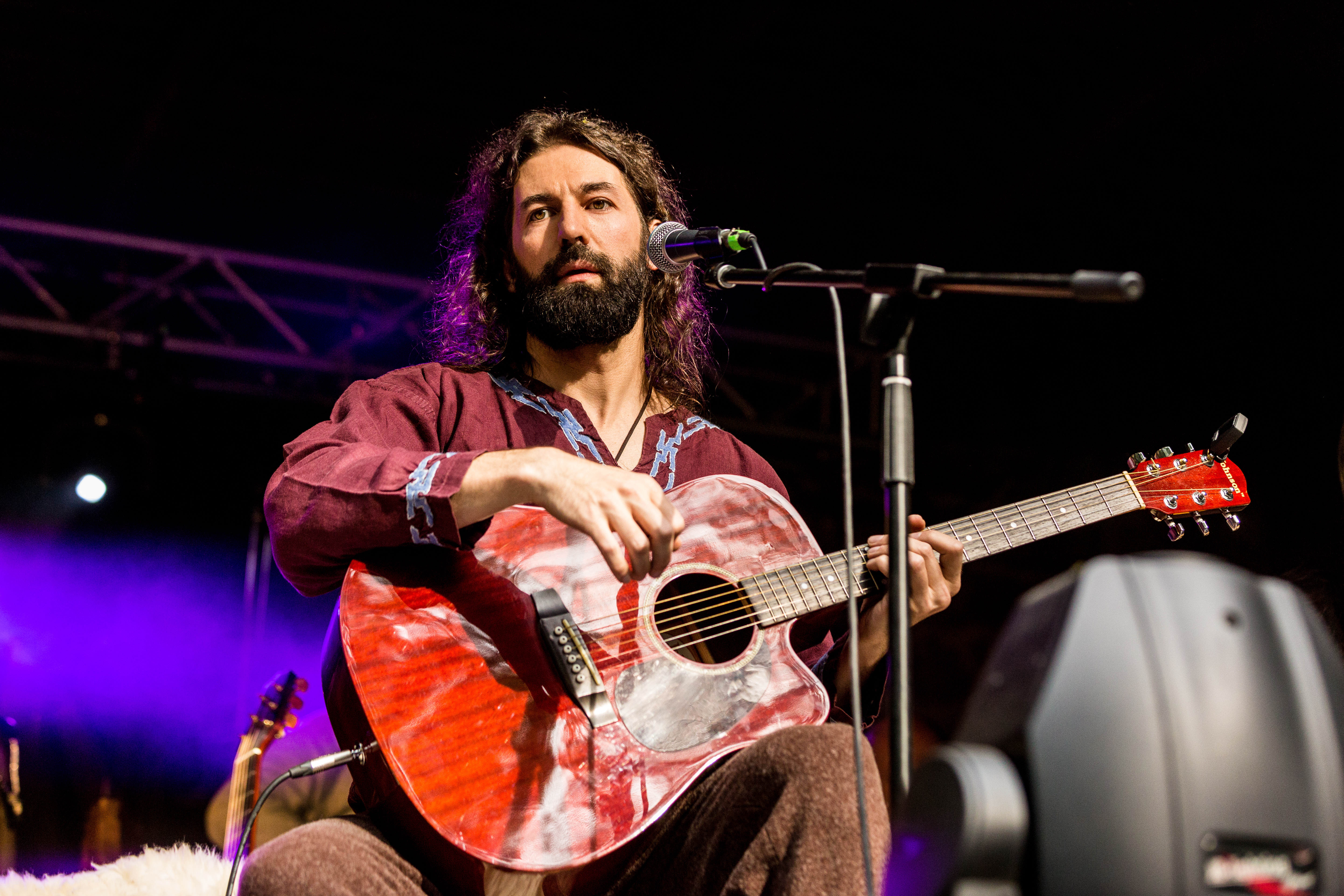
Odroerir na festiwalu Dark Troll 2018

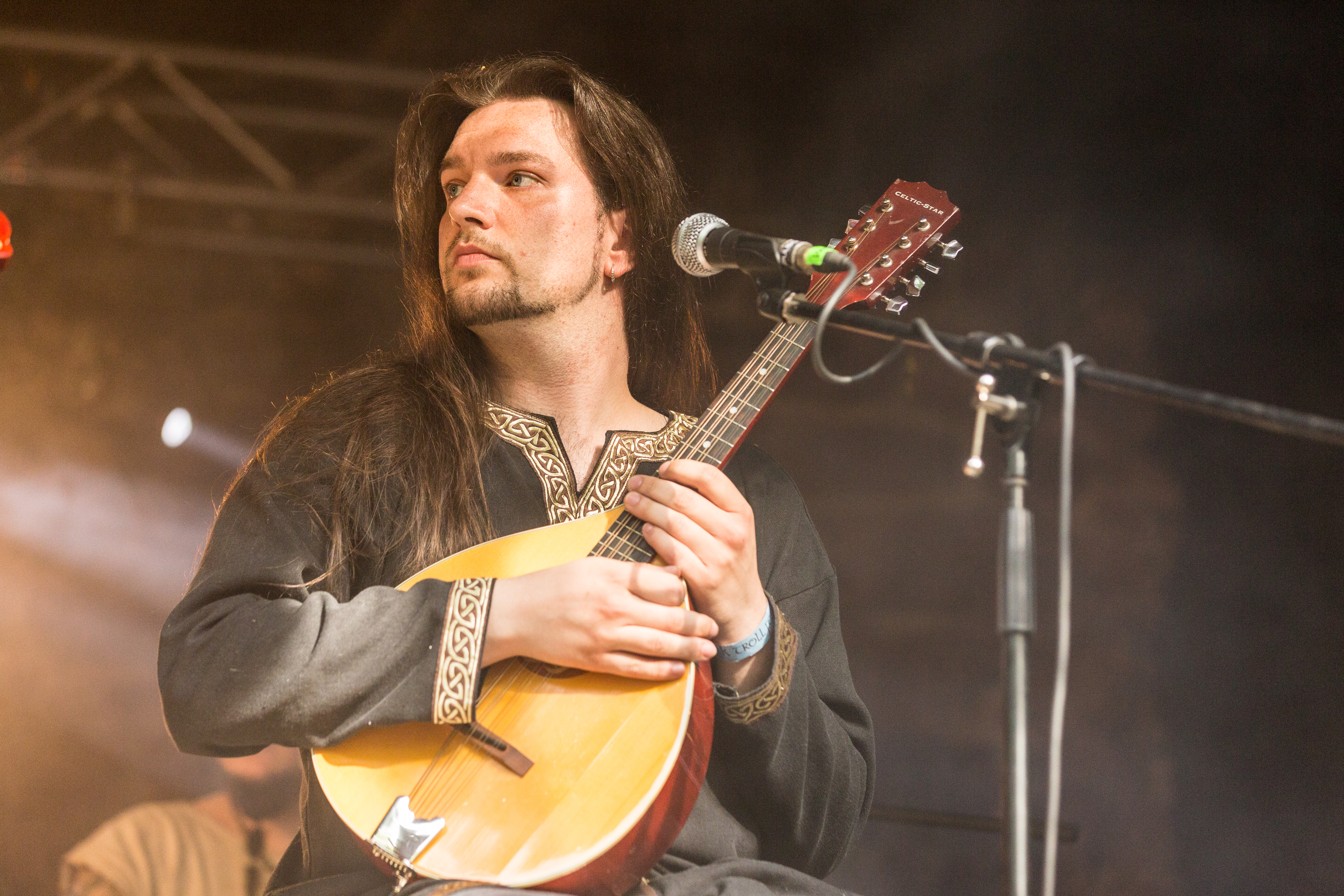
Odroerir na festiwalu Dark Troll 2018

Odroerir – jest zespołem muzycznym wykonującym pagan metal oraz folk metal, pochodzącym, podobnie jak zespoły muzyczne Menhir czy XIV Dark Centuries z Turyngii. Thomas "Fix" Ußfeller również udziela się w zespole Menhir.

## Muzycy

### Aktualny skład zespołu
- Thomas "Fix" Ußfeller – śpiew, gitara, Dudy (od 1998)
- Philipp – perkusja (od 1999)
- Stickel – gitara (od 1999)
- Manuel – gitara basowa (od 2003)
- Veit – skrzypce (od 2004)
- Natalie Nebel – śpiew (od 2005)

### Byli członkowie zespołu
- Heinz – gitara basowa (1998)
- Ivonne – śpiew (1998-2005)

### Muzycy koncertowi
- Maik Pomplun – gitara basowa (2006)

## Dyskografia
- Iring (2000) DEMO
- Laßt euch sagen aus alten Tagen... (2002)
- EP (2004)
- Götterlieder (2005)
- Götterlieder II (2009)